# Premio Edelstam

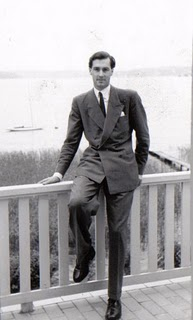

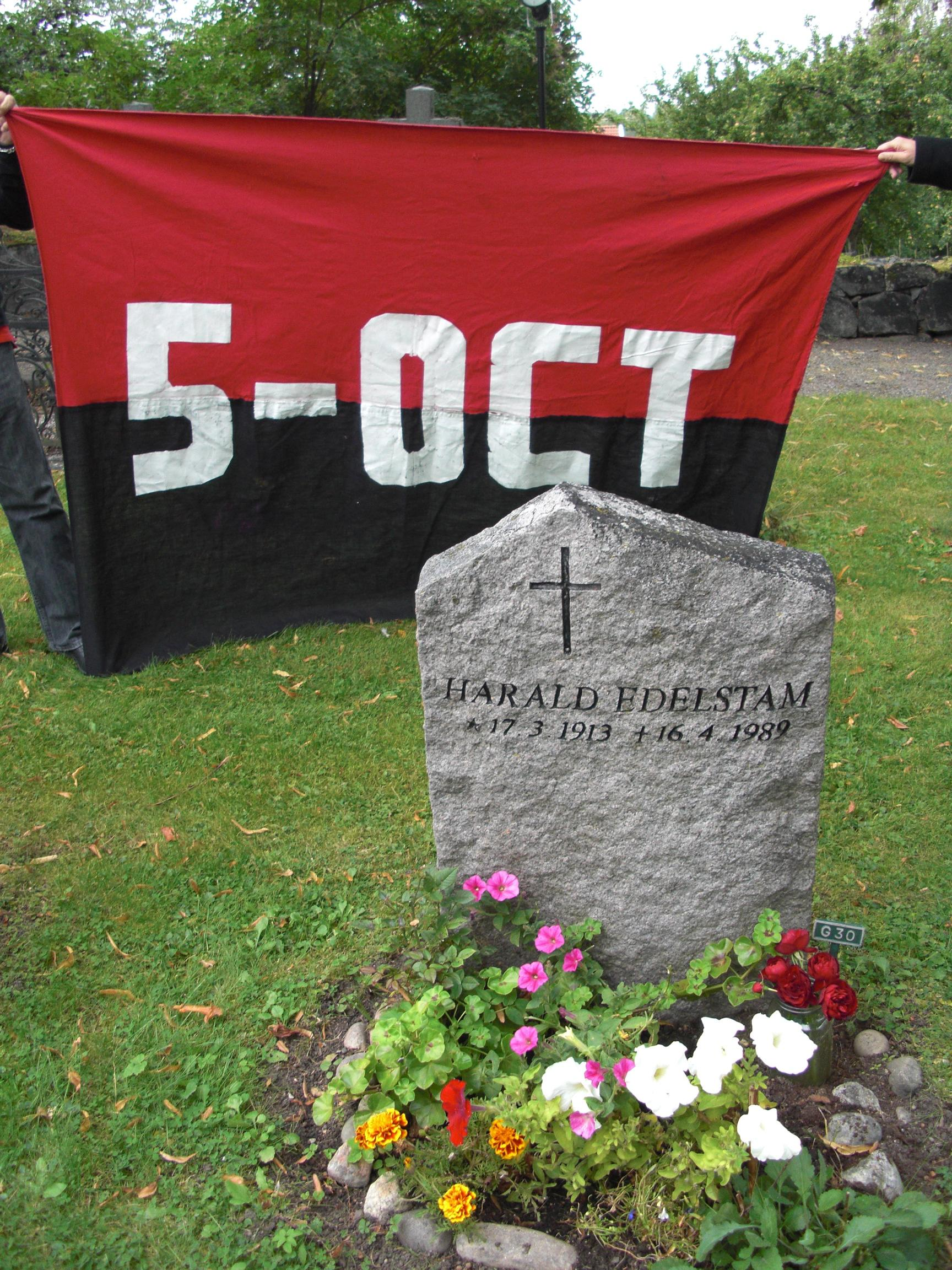
La tumba de Edelstam, 11 Septembrie 2010. La celebración de su trabajo en Chile en el golpe militar. Eckerö, Estocolmo, Suecia.

El Premio Edelstam Edelstam Prize es un premio monetario internacional con sede en Suecia otorgado por la Fundación Harald Edelstam por la labor excepcional y coraje en la defensa de los derechos humanos.
El premio lleva el nombre del diplomático y embajador sueco Harald Edelstam. Destacó como diplomático, por su competencia, su coraje y valor moral en la lucha y la defensa de los derechos humanos.
Edelstam fue uno de los primeros defensores y símbolo de lo que hoy se conoce como R2P-Responsibility to Protec, responsabilidad de protección, una diplomacia que participa en la defensa de los derechos humanos y su actuación memorable ayudó a salvar miles de vida.
Harald Edelstam es más conocido por haber salvado la vida a una gran cantidad de personas durante y después del golpe militar de Augusto Pinochet en Chile el año 1973. Edelstam es conocido además porque durante la Segunda Guerra Mundial salvó la vida a cientos de noruegos de la resistencia noruega y judíos en la ocupación nazi en Noruega.
Los ganadores del premio pueden ser personas privadas, personas que representen un gobierno, una organización nacional o internacional, y que en la práctica hayan actuado según el espíritu de Harald Edelstam en un país o países en los cuales la violación a los derechos humanos fuesen cometidos por un régimen o cualquier otro abuso del poder. Ellos habrán demostrado una gran capacidad para analizar rápidamente una situación compleja y encontrar la manera, incluso de forma creativa e inusual, de accionar en forma práctica en la defensa de los derechos humanos y con tal repercusión que en una situación difícil y caótica, haya sido decisiva para muchas personas en estado vulnerable o que directamente ese actuar les haya salvado la vida. El coraje es un parámetro clave en la selección de un candidato ganador.

## Los ganadores del Premio Edelstam
- 2012: Bahareh Hedayat [1]
- 2014: Benjamin Manuel Jerónimo [2]
- 2016: Juan Guzmán Tapia [3]
- 2018: Li Wenzu
- 2020: Osvalinda Marcelino Alves Pereira [4]
- 2022: Norma Esther Andrade
- 2024: Dawit Isaak

## El Premio Edelstam 2024
El Premio Edelstam 2024 se otorga al Sr. Dawit Isaak por sus destacadas contribuciones y su excepcional coraje en la defensa de la libertad de expresión, las propias creencias y los derechos humanos. El premio se entregará durante una ceremonia en la Casa de la Nobleza en Estocolmo, Suecia, el 19 de noviembre de 2024. Como Dawit Isaak es un preso de conciencia y el periodista que más tiempo ha permanecido detenido en el mundo, no puede estar presente. 
Dawit Isaak, periodista sueco-eritreo y defensor de los derechos humanos, fue uno de los fundadores de Setit, el primer periódico independiente de Eritrea. Las críticas por él publicadas al gobierno eritreo y su defensa de los derechos humanos, abogando por la reforma democrática y la libertad de expresión, llevaron a su detención en septiembre de 2001, durante una ofensiva contra periodistas y políticos independientes que reclamaban elecciones. 